# SCP Foundation
Фонд SCP (англ. SCP Foundation; Special Containment Procedures або Secure, Contain, Protect) — вигадана таємна організація, описана однойменним вікі-сайтом, що позиціонує себе як секретний міжнародний фонд зі знаходження, зберігання та дослідження аномальних об'єктів, істот та явищ. Сайт є результатом спільної творчості ентузіастів, які спершу співпрацювали на іміджборді 4chan. Основою бази даних SCP слугують тексти, стилізовані під документи, що поєднують елементи містики, наукової фантастики та міського фентезі.

## Концепція статей

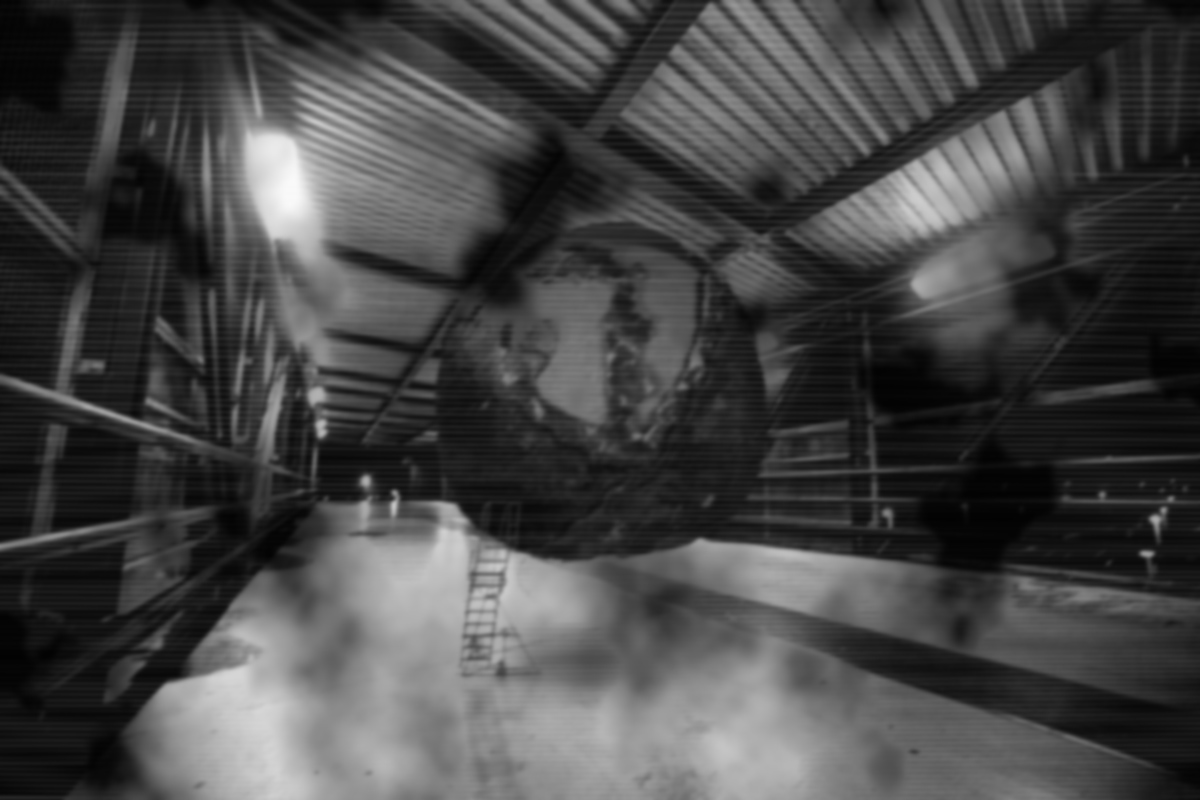
Об'єкт SCP-002

Статті бази даних SCP оформлені як «звіти» про паранормальні події та артефакти, де детально описується їхня історія, властивості та поради щодо використання чи знешкодження. Статті вирізняються сухим, офіціозним стилем. При цьому вони можуть містити ілюстрації та використовувати можливості рушія Wikidot для імітації аномального впливу об'єктів на читачів. Наприклад, текст статті може змінюватися впродовж читання. Частиною стилю статей є плашки [ВИДАЛЕНО] та [ДАНІ ВИДАЛЕНО], якими замінюються фрагменти тексту задля створення атмосфери загадковості та стимулювання уяви читачів. Статті про об'єкти SCP не обов'язково повинні узгоджуватися між собою.
Є три правила «фонду» SCP, від яких відштовхуються автори, що пишуть статті про аномалії:
Охороняти. Фонд захоплює аномалії, не допускаючи їх потрапляння в руки цивільних осіб (тим самим забезпечуючи їм безпеку) або ворожих організацій (тим самим забезпечуючи безпеку від них). Це досягається шляхом ведення глобального спостереження та швидкого реагування на будь-які прояви аномальної активності.
Утримувати. Фонд утримує аномалії, щоб не допускати поширення їхнього впливу. Це досягається шляхом їх переміщення в спеціально обладнані приміщення, маскування або демонтажу, а також придушенням або недопущенням поширення інформації про аномалії серед широкої громадськості.
Захищати. Фонд захищає людство від аномальних ефектів, а також зберігає самі аномалії, доки вони не стануть повністю зрозумілими, або ж на їхній основі не буде розроблено нові наукові теорії. Фонд також може нейтралізувати або знищувати аномалії, але подібні дії застосовуються лише в крайніх випадках, коли аномалія занадто небезпечна, щоб її можна було утримувати.

## Класифікація об'єктів
Об'єктам, класифікованим SCP, присвоюється клас, номер і колірна позначка:

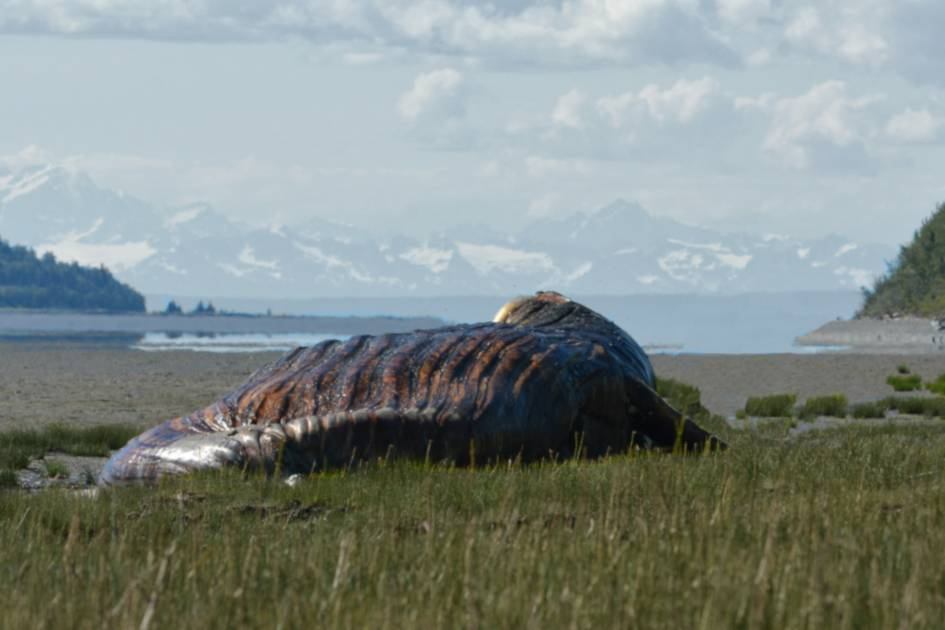
Фото істоти SCP-682 (насправді мертвий кит, викинутий на берег)

- Фото істоти SCP-682 (насправді мертвий кит, викинутий на берег)Непозначений (сірий) — вплив цього об'єкта невідомий, або ж його назавжди нейтралізовано. Таким є SCP-407 — пісня невідомою мовою, що спричиняє бурхливий ріст клітин у зоні чутності.
- Безпечний (зелений) — об'єкт не становить загрози за умови дотримання правил стримування. Небезпека жертв і руйнувань при експериментах з ним також повинна бути відсутньою або невеликою та прогнозованою. Наприклад, SCP-500 — банка з пігулками, що лікують будь-які недуги.
- Евклід (жовтий) — об'єкти, властивості яких не до кінця зрозумілі, або ж поведінку яких неможливо передбачити. «Евкліди» не становлять такої самої небезпеки для людства, як об'єкти класу «Кетер», проте їхнє утримання може бути доволі ускладненим. Наприклад, SCP-173 — скульптура, схожа на потворну дитячу постать, яка лишається нерухомою, поки на неї хто-небудь дивиться; в іншому разі негайно вбиває людей навколо.
- Кетер (червоний) — об'єкти, які виявляють явну й активну ворожість стосовно людського життя, цивілізації й/або простору-часу та здатні спричиняти значні руйнування в разі порушення умов утримання. Такі об'єкти повинні бути каталогізовані, міститися у відповідності з особливими умовами стримування та, за можливості, знищуватися. Прикладом «Кетера» слугує SCP-682 — схожа на велику рептилію істота, що атакує усе живе і не може бути знищена жодним відомим способом; істота відновлюється після найтяжчих поранень, тому постійно утримується персоналом SCP в сильній кислоті.
- Тауміель (чорний) — об'єкти, які мають високий ступінь секретності, зустрічаються вкрай рідко й застосовуються Фондом для утримання чи протидії іншим аномаліям, які представляють велику небезпеку, особливо — об'єктам класу «Кетер». Сама інформація про існування об'єктів класу «Тауміель» є секретною та доступною тільки високопоставленим співробітникам Фонду. Наприклад, SCP-1968 — пристрій у вигляді тора, зданий непередбачувано переписувати минуле Всесвіту, і який зберігається як засіб останнього порятунку в разі кінця світу.
- Екзотичний (синій) — група нестандартних класів об'єктів, які не можна віднести до вищезгаданих класів і які згадуються надзвичайно рідко. Всього налічується сімнадцять нестандартних класів об'єктів, які використовуються для позначення тридцяти об'єктів SCP. Деякі з них корисні для людства, навіть попри супутні збитки, інші становлять небезпеку для діяльності SCP, хоча самі по собі порівняно безпечні. Є й ті, що загрожують людству загибеллю, але їх визнано за краще не провокувати. За припущеннями, сюди належить SCP-001 — сама планета Земля, зважаючи на її унікальні властивості підтримувати життя.
- Метаклас (рожевий) — об'єкти, які неможливо віднести до жодного з вищезгаданих класів через властивості цього об'єкта самостійно змінювати свій клас чи взагалі всю свою документацію. Так, SCP-4780 сам собі присвоює такий номер і достеменно невідомо чим він є.

Об'єкти, аномальні властивості яких цілком вивчено та пояснено (тобто, вони більше не вважаються аномальними), позначаються суфіксом -ex. Об'єкти, чий опис очевидно гумористичний, отримують суфікс -j. Ті об'єкти, що були видалені з основного списку SCP, але збережені в іншому місці, позначаються суфіксом -arc, -v та -d.

## Персонал Фонду

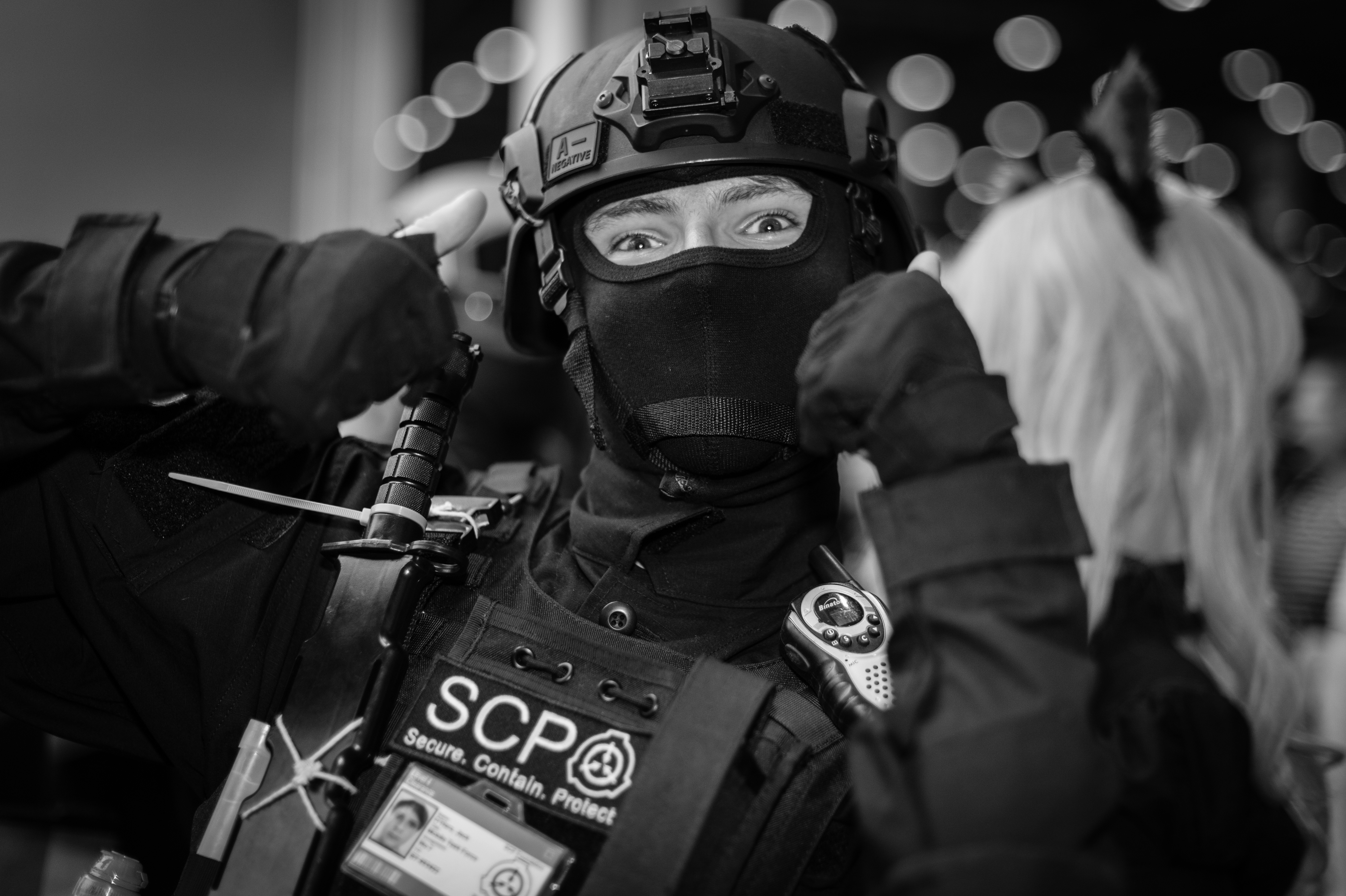
Косплей члена групи реагування SCP

Часто в історіях фігурують різні персони з персоналу Фонду, які безпосередньо беруть участь у захопленні, утриманні або дослідженні тих чи інших об'єктів.
Поділяються за рівнями допуску, класами й посадами.

### Рівні доступу
Рівень 0 (Для загального користування).
Рівень допуску 0 видається співробітникам, які не становлять особливої цінності, яким не потрібен доступ до інформації про аномальні артефакти чи істот, що зберігаються у Фонді. Як правило, рівень допуску 0 є у співробітників, які обіймали посади в канцелярії та відділі постачання установ, безпосередньо не пов'язаних з утриманням об'єктів, а також у персоналі обслуговування таких установ.
Рівень 1 (Для службового користування).
Інформація рівня допуску 1 видається співробітникам, які працюють у безпосередній близькості до аномальних об'єктів або істот, але не володіють до них прямим, непрямим або інформаційним доступом, а також працівникам, які мають справу з таємною інформацією. Як правило, рівень допуску 1 є у співробітників, які обіймали посади в канцелярії та відділі постачання установ, які безпосередньо займаються утриманням об'єктів, а також у персоналу обслуговування таких установ.
Рівень 2 (Для обмеженого користування).
Рівень 2 допуску видається співробітникам служби безпеки й науковим співробітникам, яким необхідний прямий доступ до базової інформації щодо аномальних об'єктів або істот, які перебувають на утриманні. Більшість науковців, польових агентів і фахівців з утримання мають рівнем допуску 2.
Рівень 3 (Таємно).
Рівень допуску 3 видається найстаршим співробітникам служби безпеки й науковим співробітникам, яким необхідний доступ до докладної інформації щодо аномальних об'єктів або істот, які перебувають на утриманні, включаючи їхнє походження, обставини вилучення та довгострокові плани на них. Більшість найстарших наукових співробітників, керівників проектів, офіцерів служби безпеки, членів груп реагування та оперативників МОГ володіють рівнем допуску 3.
Рівень 4 (Цілком таємно).
Рівень допуску 4 видається найстаршому управлінському персоналові, якому необхідний доступ до всієї інформації окремої установи й/або регіону, а також до довгострокових планів щодо операцій і наукових проектів Фонду. Як правило, 4 рівнем допуску мають тільки керівники Зон, керівники служб безпеки установ і командувачі МОГ.
Рівень 5 (Тауміель).
Рівень 5 допуску видається співробітникам найвищої управлінської ланки Фонду й гарантує практично повний доступ до всієї стратегічної та секретної інформації. Як правило, рівнем допуску 5 мають тільки члени Ради O5.

### Класи персоналу

Працівники SCP за роботою. Зображення, згенероване ШІ

Класи привласнюються персоналу на підставі щільності їхнього контакту з потенційно небезпечними аномальними об'єктами, істотами або явищами.
Клас А
Клас надається співробітникам, які вважаються життєво важливими для стратегічних операцій Фонду, внаслідок чого їм заборонено будь-якої прямий доступ до аномальних об'єктів. Якщо персоналові класу з якоїсь причини необхідно перебувати поблизу до подібних аномалій (наприклад, у разі їхньої роботи в установі, що займається утриманням), вони зобов'язані постійно перебувати в захищених областях, доступ у місця безпосереднього утримання об'єктів для них заборонено. У надзвичайних ситуаціях співробітників класу слід негайно евакуювати в заздалегідь встановлену й безпечну область поза межами цієї установи. Членам Ради O5 клас надається на постійній основі.
Клас B
надається співробітникам, які вважаються важливими для локальних операцій Фонду. Їм дозволено доступ тільки до тих аномальним об'єктів, істотам і явищам, які були піддані карантинові й заходам зі блокування можливого ментального або меметичного впливу. У разі порушення умов утримання чи ворожих дій проти установи Фонду співробітників класу B слід якомога швидше евакуювати в заздалегідь встановлену й безпечну область поза межами цієї установи.
Клас C
надається співробітникам зі прямим доступом до більшості аномалій, які не становлять небезпеки або не виявляють ворожості. Співробітники класу С, які прямо контактували з потенційними джерелами ментального або меметичного впливу, можуть бути піддані обов'язковому карантину або психіатричному обстеженню на розсуд служби безпеки. У разі порушення умов утримання чи ворожих дій проти установи Фонду небойовий персонал класу С повинен або прибути до безпечної зони установи, або, у разі масового порушення умов утримання чи іншої катастрофічної події, провести евакуацію на розсуд місцевої служби безпеки.
Клас D
видається видатковому персоналові, використовуваному для робіт з украй небезпечними аномаліями. Їм заборонено будь-який контакт зі співробітниками класу B та, особливо, A. Співробітники класу D зазвичай набираються з ув'язнених у всіх країнах світу, перевага надається засудженим за насильницькі злочини й, особливо, засудженим до смертної кари. У разі крайньої необхідності може бути приведено у виконання Протокол 12, який передбачає набір співробітників з альтернативних джерел — наприклад, серед політичних ув'язнених, біженців та інших цивільних осіб. Набрані співробітники перевозяться в установи Фонду під достовірним приводом. Співробітників класу D необхідно регулярно піддавати обов'язковим психіатричним обстеженнями, а в кінці місяця — або обробляти амнезіаком класу B (або більш сильним), або ліквідувати, на розсуд місцевої службою безпеки чи медичної служби. У разі виникнення в установі катастрофічної події всі місцеві співробітники класу D підлягають негайному знищенню, якщо тільки місцева служба безпеки не прийме інше рішення.
Клас E — тимчасове позначення, що надається польовим агентам і персоналові, який бере участь в утриманні, якщо під час поставлення нового об'єкта на утримання вони піддалися потенційно небезпечним ефектам. Співробітників класу E необхідно якомога швидше помістити в карантин, після чого встановити за ними спостереження на предмет появи в їхній поведінці, особистості чи фізіології потенційно шкідливих змін. Такі співробітники можуть повернутися до виконання своїх обов'язків лише після повного допиту, медичного огляду та психіатричного огляду.

### Посади
Нижче наведено найпоширеніші посадові найменування, використовувані Фондом.
Фахівці з утримання
в установах Фонду грають дві основні ролі. У першу чергу команди утримання відправляються в місця прояви підтвердженої аномальної активності, щоб охороняти потенційний SCP-об'єкт, забезпечити початкові умови його утримання та здійснити транспортування до найближчої установи утримання Фонду.
Крім того, інженери й техніки Фонду займаються розробкою, удосконаленням та обслуговуванням камер, а також інших засобів, необхідних для утримання аномальних об'єктів, істот або явищ.
Наукові співробітники
відповідають за дослідницьку діяльність Фонду, вони набираються з найобдарованіших і найкваліфікованіших вчених з усього світу. Серед них є фахівці з усіх можливих галузей, починаючи з хімії та ботаніки й закінчуючи такими маловідомими й вузькоспеціалізованими галузями, як теоретична фізика та ксенобіологія. Метою дослідницьких проектів Фонду є краще розуміння непояснених аномалій і принципів їхньої дії.
Співробітники служби безпеки
(часто звані просто «охороною») займаються забезпеченням фізичної та інформаційної безпеки проектів, операцій і персоналу Фонду. Співробітники служби безпеки набираються головним чином з військових, співробітників правоохоронних органів і персоналу виправних установ. Вони володіють багатьма видами зброї, а також навчені діяти в цілому ряді надзвичайних ситуацій, включаючи як порушення умов утримання, так і ворожі дії. Співробітники Служби безпеки України також відповідальні за інформаційну безпеку, зокрема, за захист комп'ютерних систем установи від вторгнення ззовні, а також за збереження фізичних копій секретної документації. Окрім того, співробітники служби безпеки часто виявляються першою лінією оборони в разі ворожого вторгнення до установи Фонду.
Члени груп реагування — це висококваліфіковані й важкоозброєні військові підрозділи, які супроводжують команди з утримання в тих випадках, коли доводиться мати справу з агресивно налаштованими аномальними сутностями або представниками ворожих пов'язаних організацій. Також вони займаються охороною установ Фонду від ворожих втручань. Групи реагування є в усіх основних установах Фонду й завжди готові виступити на першу вимогу.
Польовий персонал — це очі й вуха Фонду. Вони навчені відшукувати та розслідувати будь-які ознаки прояву аномальної активності. При цьому вони часто працюють під прикриттям в органах правопорядку або впроваджені в місцеві служби, наприклад, службу швидкої медичної допомоги або служби контролю. Через необхідність підтримувати прикриття польові агенти, як правило, не оснащені обладнанням, необхідним для поводження з аномальною активністю. Тому як тільки факт наявності подібної активності підтвердиться, агент зазвичай викликає відповідним чином екіповану команду утримання з найближчого закладу Фонду. Саме вона й повинна охороняти потенційний SCP-об'єкт і здійснити його постановку на утримання.
Мобільні оперативні групи — це спеціалізовані підрозділи, зібрані з агентів-ветеранів найрізноманітніших установ Фонду і використовуються у випадках специфічних загроз. Їхній склад украй різний — мобільна опергрупа може складатися як із польових дослідників, що спеціалізуються і певному типі аномалій, так і бути важкоозброєним загоном, навченим упоруватися з конкретним видом ворожих аномальних істот.
Керівники Зон
здійснюють управління основними установами Фонду та є найбільш високопоставленими співробітниками в регіонах їх розміщення. Вони відповідальні за безперервне безпечне функціонування своєї установи, утримання всіх аномалій, що знаходяться в ньому, а також проведення пов'язаних із ними проектів. Голови всіх основних місцевих служб звітують перед керівником Зони, який, у свою чергу, звітує перед Радою O5.
Члени Ради O5 — це комітет керівників Фонду найвищої ланки. Вони володіють повним доступом до всієї інформації, що стосується аномалій, що знаходяться на утриманні, здійснюють контроль за всіма глобальними операціями Фонду, а також займаються довгостроковим стратегічним плануванням. З огляду на важливість їхнього положення, членам Ради O5 не дозволяється контактувати з будь-якими аномальними об'єктами, істотами або явищами. Крім того, особи всіх членів Ради засекречено, використовуються тільки їхні числові позначення.

## Історія
Ідея фонду SCP виникла в гілці про паранормальне /x/ іміджборду 4chan у 2007 році, де анонімний користувач (пізніше ідентифікований як Moto42) опублікував перший «файл SCP», SCP-173, який супроводжувався зображенням скульптури «Без назви 2004» японського митця Ізумі Като. Незважаючи на те, що Като був незадоволений неліцензійним використанням його твору, він дозволив використовувати фотографію виключно для некомерційних цілей спільноти. Спочатку це була окрема розповідь, незабаром було створено багато додаткових файлів SCP, що наслідували стиль опису SCP-173 і розгорталися в тому ж вигаданому всесвіті. У січні 2008 року на сервісі вікі-гостингу EditThis було створено окрему вікі для збірки статей про діяльність SCP. Веб-сайт EditThis не мав модераторів або можливості видаляти статті. Члени спілкувалися через сторінки обговорення окремих статей і дошку /x/; вебсайту бракувало центрального дискусійного форуму. У липні 2008 року SCP Wiki було переведено на поточний вебсайт Wikidot після того, як EditThis перейшов на платну модель.
На додаток до англомовного сайту зі статтями про об'єкти SCP створено ще 16. Україномовна версія з'явилася 10 листопада 2016-го року і визнана офіційною 8 травня 2018-го року.

## Вплив

### Вистави
- «Welcome to the Ethics Committee» (2014) — гралася в Дубліні в Smock Alley Theatre. П'єса зосереджена на комітеті з етики Фонду SCP, органі, який намагається обмежити неетичні процедури стримування аномалій[16].

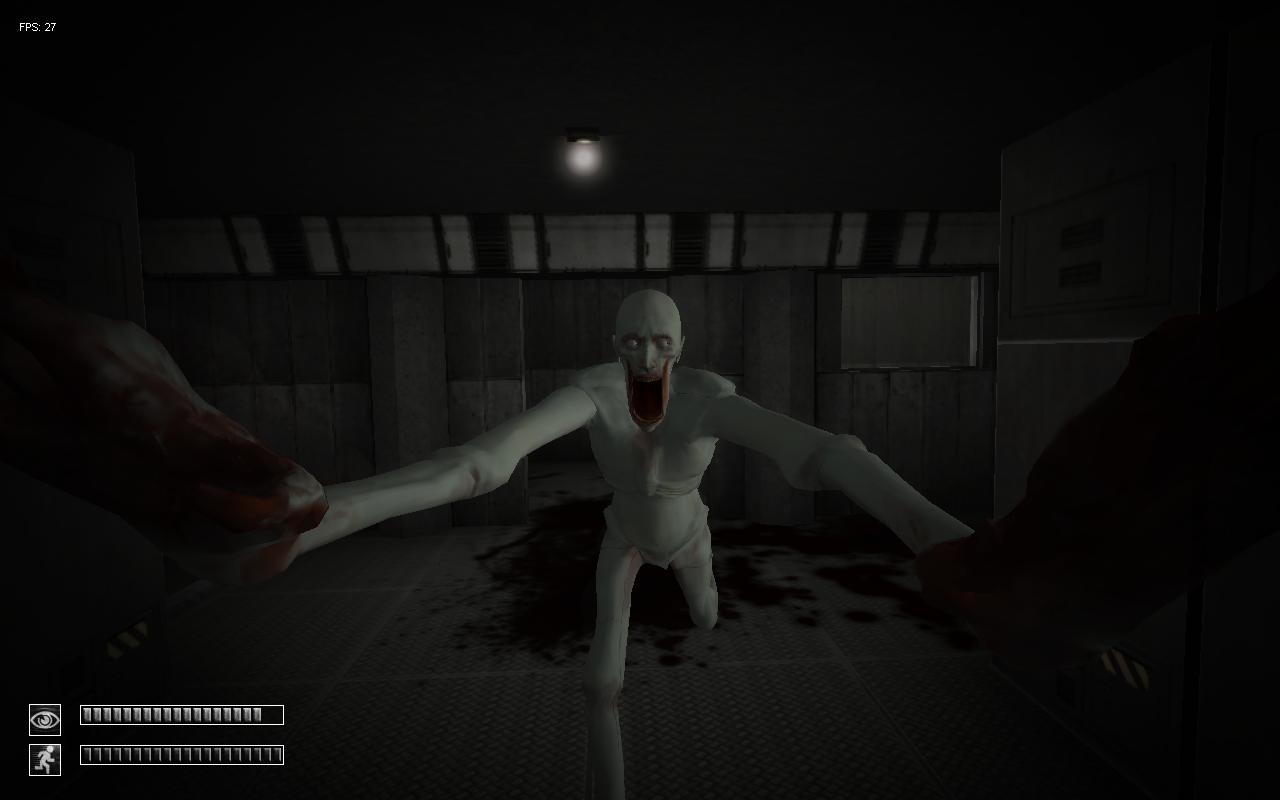
Напад SCP-096 в грі SCP — Containment Breach

### Відеоігри
- SCP — Containment Breach (2012) — безкоштовна гра, створена фінським розробником Йоонасом Рікконеном. Персонаж гравця — D-9341, неозброєний працівник D-класу, який виявляється аномалією та намагається втекти з камери утримання. Гравець повинен уникати озброєних охоронців Фонду та аномалій-втікачів, включаючи статую SCP-173. Персонаж час від часу моргає, що дозволяє SCP-173 наблизитися до нього[17].
- SCP: Secret Laboratory (2017) — багатокористувацька гра, заснована на Containment Breach. Гравці можуть грати за вченого-втікача, працівника D-класу, оперативника мобільної оперативної групи або бійця організації Повстанців Хаосу, протиборчої SCP[18].
- SCP: Pandemic (2022) — кооперативний багатокористувацький шутер від першої особи, розроблюваний Affray Interactive. Дія відбувається у всесвіті, де Фонд SCP обернувся проти людства. Гравці виконують місії від імені фракцій, які протистоять Фонду. Гра доступна в Steam як відкрита альфа-версія[19].
- SCP: Secret Files (2022) — епізодична пригодницька гра жахів, яка розробляється GameZoo Studios. Гра відбувається за розділами, кожен з яких охоплює різні операції Фонду SCP і пропонує різний ігровий процес[20][21].
- Lobotomy Corporation (2018) — розроблена Project Moon, гра натхнення історіями про Фонд SCP. Тут потрібно керувати організацією Lobotomy Corporation, яка утримує аномалії задля отримання з них енергії, та піклуватися про те, щоб аномалії не вийшли з-під контролю[22].
- Control (2019) — розроблена Remedy Entertainment, гра натхнення історіями про Фонд SCP. В центрі сюжету — вигадане Федеральне бюро контролю, яке збирає аномальні об'єкти для вивчення та збереження. Головна героїня Джессі Фейден у пошуках свого зниклого брата несподівано стає новим директором Федерального бюро контролю та повинна завадити проникненню туди злої сутності[23].

### Кіно
- «SCP: Overlord» (2020) — короткометржний трилер режисера Стівена Генкока за сценарієм Евана Муїра. Фільм був представлений на Kickstarter у січні 2020 року як фільм жахів незалежного виробництва у всесвіті SCP. Вийшов для безкоштовного перегляду в листопаді 2020 року на YouTube-каналі Evan Royalty[24][25].